# Senusret III.
Senusret III. (též Senvosret III.), byl pátým významným egyptským panovníkem 12. dynastie ve Střední říši. Vládl v letech 1837–1819 př. n. l.

## Vláda

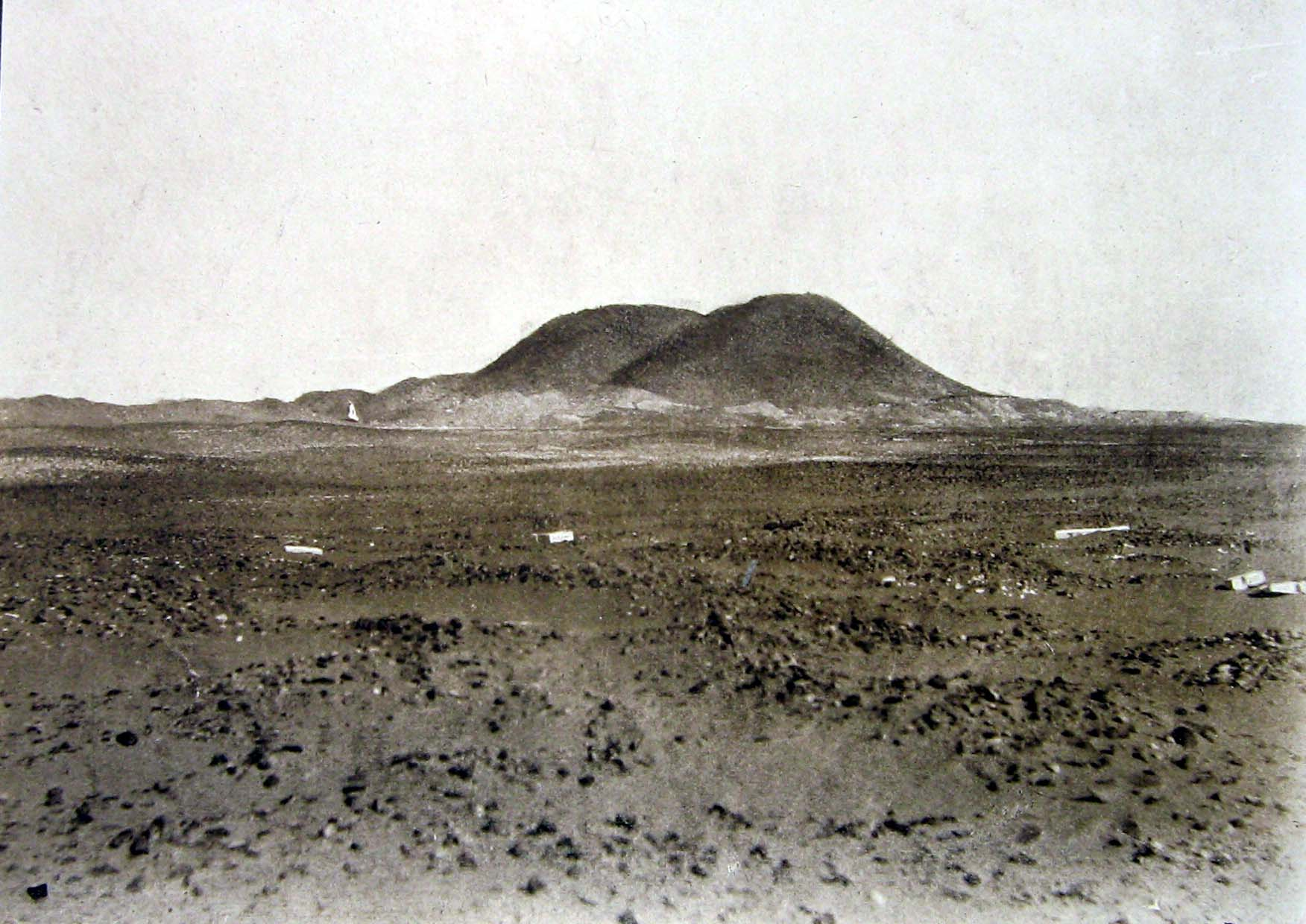
Pyramida Senusreta III.; Dachšúr

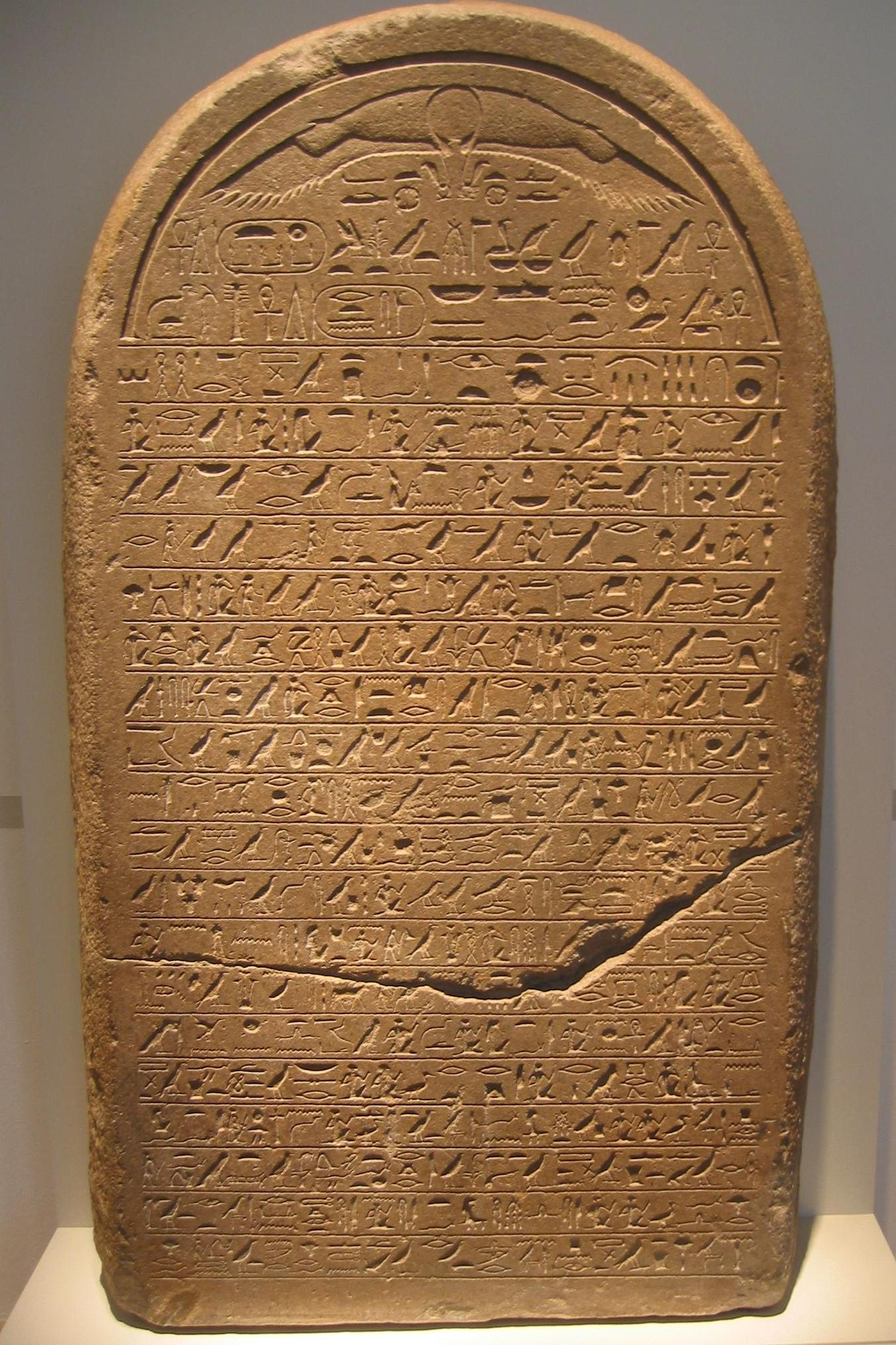
Stéla z jižní hranice Egypta za Senusreta III.

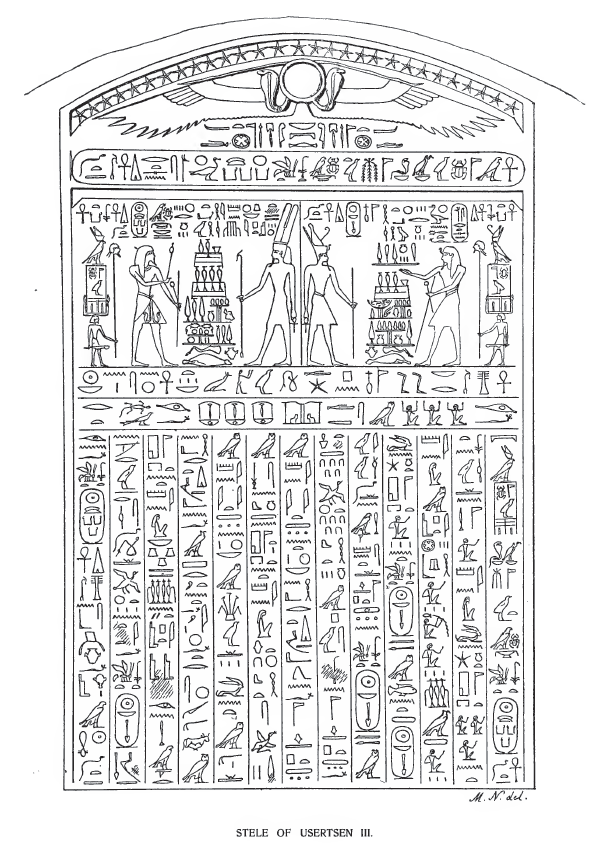
Stéla Senvosreta III. : chrám v Deir el-Bahari; v záhlaví je trůnní a rodné jméno

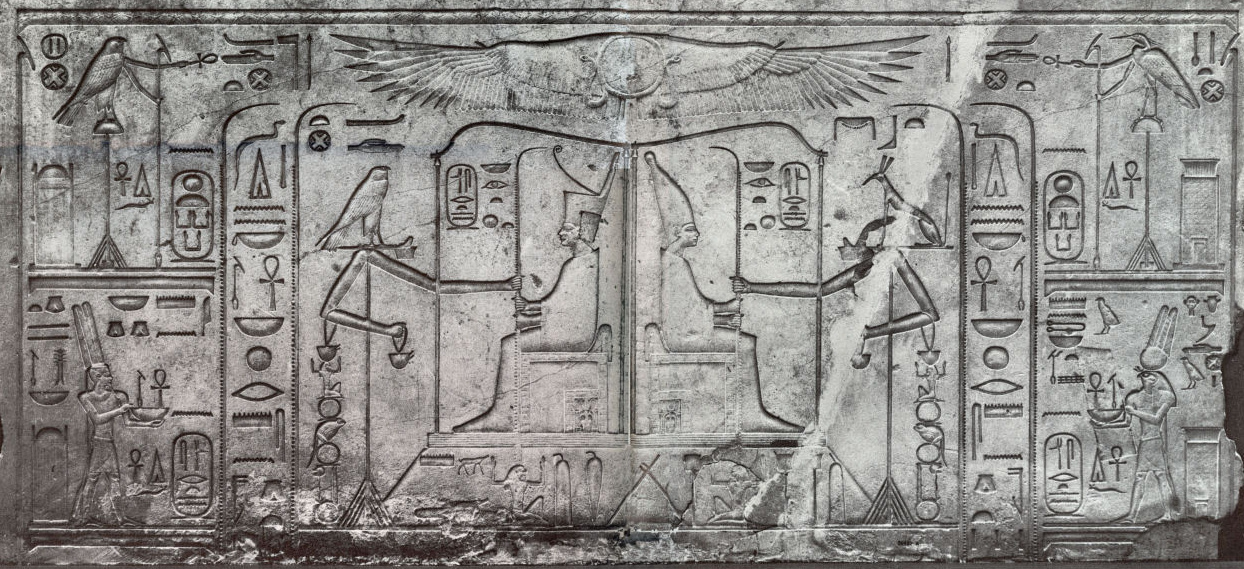
Blok nalezený u Théb, Senusret III. při oslavě svátku Heb-Sed

Za jeho vlády panoval v Egyptě klid a mír, dokončil správní reformu, zděděnou strukturu správních oblastí nomů změnil, zemi rozdělil na tři oblasti, a sice Dolní Egypt, Horní Egypt a jižní část ležící za nilským ostrovem Elefantina (dnes je součástí Asuánu) až po severní Núbii. Správu nad těmito oblastní vykonávala rada jmenovaná faraonem a odpovědná královu vezíru. Tím se mu podařilo potlačit neustále vzrůstající vliv nomarchů a bohatnoucí vrstvy úředníků, kteří projevovali neustálou snahu oslabit centrální vládu, přivlastnit si větší podíl na moci a bohatství země.
V šestém roce vlády zahájil úpravu prvního kataraktu na Nilu (asi 3 km jižně od Asuánu), aby uvolni cestu kanálem na Nilu do Núbie. V osmém roce vlády ovládl Núbii s požitím hrubé vojenské síly, dobyl rozsáhlá území a získal obrovskou kořist ve zlatě a otrocích. Vytyčil nové hranice říše a asi 32 km jižně od druhého kataraktu nechal na výšinách u Nilu postavit pevnost Semna a další jižněji u Kummy.
Senusret dokončil projekt zúrodnění oblasti kolem Fajjúmské oázy, stavbu zavlažovacích kanálů, které pak byly správci krajů udržovány. Faraon také zavedl regulaci pěstování zemědělských plodin a informace byly předávány vezírovi, správci centrálních zásob a přerozdělování chrámům a paláci faraona.

## Pyramida a chrámy
Se slávou Senusreta III. ostře kontrastují nepatrné zbytky jeho pyramidy původně vysoké asi 60 m. Prvotně byla prozkoumána Jacquesem Morganem v roce 1894. Dal si ji postavit na starém pohřebišti u Dáhšúru, poměrně daleko od sídelního města, a zvolil její rozměry, které byly obvyklé u pyramid králů Střední říše. Podle nejnovějších archeologických zkoumání si nechal Senusret III. postavit zádušní chrám v Abydu. Chrám sestával z podzemní hrobky a zádušního komplexu, kde se jeho kult, zároveň se zvětšujícím se významem uctívání boha Osirise, po jeho smrti udržoval po další dvě století. Avšak existují pochybnosti, zda zde byl skutečně pohřben. Nicméně hrobka sloužila k pohřbívání členů jeho rodiny. Dalšími stavbami připisovanými Senusretovi jsou chrám zasvěcený bohu Amonovi v Karnaku a v Thébách chrám věnovaný sokolímu bohu Montu, který renovoval a podstatně rozšířil. Zvětšil počet pevností v Núbii kolem jižní hranice říše, aby reguloval imigraci, chránil obchodní cesty po Nilu a dovoz surovin z místních zdrojů. V Bubastis obnovil tamní chrám kočičí bohyně Bastet.

## Artefakty
Již při výzkumu pyramidy Senusreta II. byl náhodně objeven poklad šperků a osobních potřeb princezny Sithathoryunet, sestry Senusreta III., zejména obdivuhodné šperky. Mezi nálezy byly i šperky se jménem Senusreta III., patrně dar od bratra. Pozdější výzkumy hrobky Senusreta III. v Abydu odhalili další šachtový hrob připisovaný princezně Mereret, kde se rovněž nacházely šperky se jménem Senusreta III. a Amenemheta III. Šperky vykládané polodrahokamy, zlaté ornamentální plakety, dřevěné skříňky s uměleckými intarziemi dokládají vysokou úroveň řemeslné práce. Válečné úspěchy, skutečné i domnělé, odnesl čas. Zachovaly se však umělecké výtvory z jeho doby. Šperky jeho dcer jsou pouze jedním z dokladů mistrovství tehdejších umělců. Do značné míry s tím korespondují nástěnné reliéfy v hrobkách vysokých úředníků již v předchozích dynastiích, například vezíra Mereruka ze 6. dynastie,  tedy téměř před půl tisíciletím. Kultura starověkého Egypta si právem zaslouží obdiv následníků.

## Hrobka a chrámový komplex
Arthur Weigall odhalil a popsal v roce 1902 vchod hrobky v půdorysu ve tvaru „T“ uvnitř ohrady z hliněných cihel na úpatí západních útesů jižního Abydu. Podle nápisů v pohřebním komplexu byla hrobka vybudována pro Senusreta III. Podzemní hrobka v délce ~ 170 m, v prostoru pohřebního chrámového komplexu, který byl významným historickým zlomem ve 12. dynastii v budování královské hrobky mimo vlastní pyramidu. Vývoj pak pokračoval budováním skalních či podzemních hrobek, tak jak jsou typické kupříkladu pro 18.dynastii a hrobky v Údolí králů u Luxoru.
V roce 2005 byly vnitřní interiéry hrobky Senusreta opět prozkoumány. Podrobný popis vnitřních prostorů, její architekturu a charakteristické stavební prvky popsal Josef Wagner. Vykopávky v egyptském Abydu v letech 2014–2016 odhalily zbytky pohřebního člunu z období vlády Senusreta III. K uložení bárky sloužila speciálně připravená podzemní klenutá stavba. Přežívající prvky, dřevěné prvky, prkna pocházejí z téměř 20 metrů dlouhé lodi, která byla pohřbena neporušená, i když později byla demontována pro opětovné použití vzácného dřeva. Bárka je charakteristická pro skupinu královských pohřebních člunů. Stěny lodi jsou rozsáhlou tabulí se 120 dochovanými kresbami faraonského plavidla.

## Fotogalerie

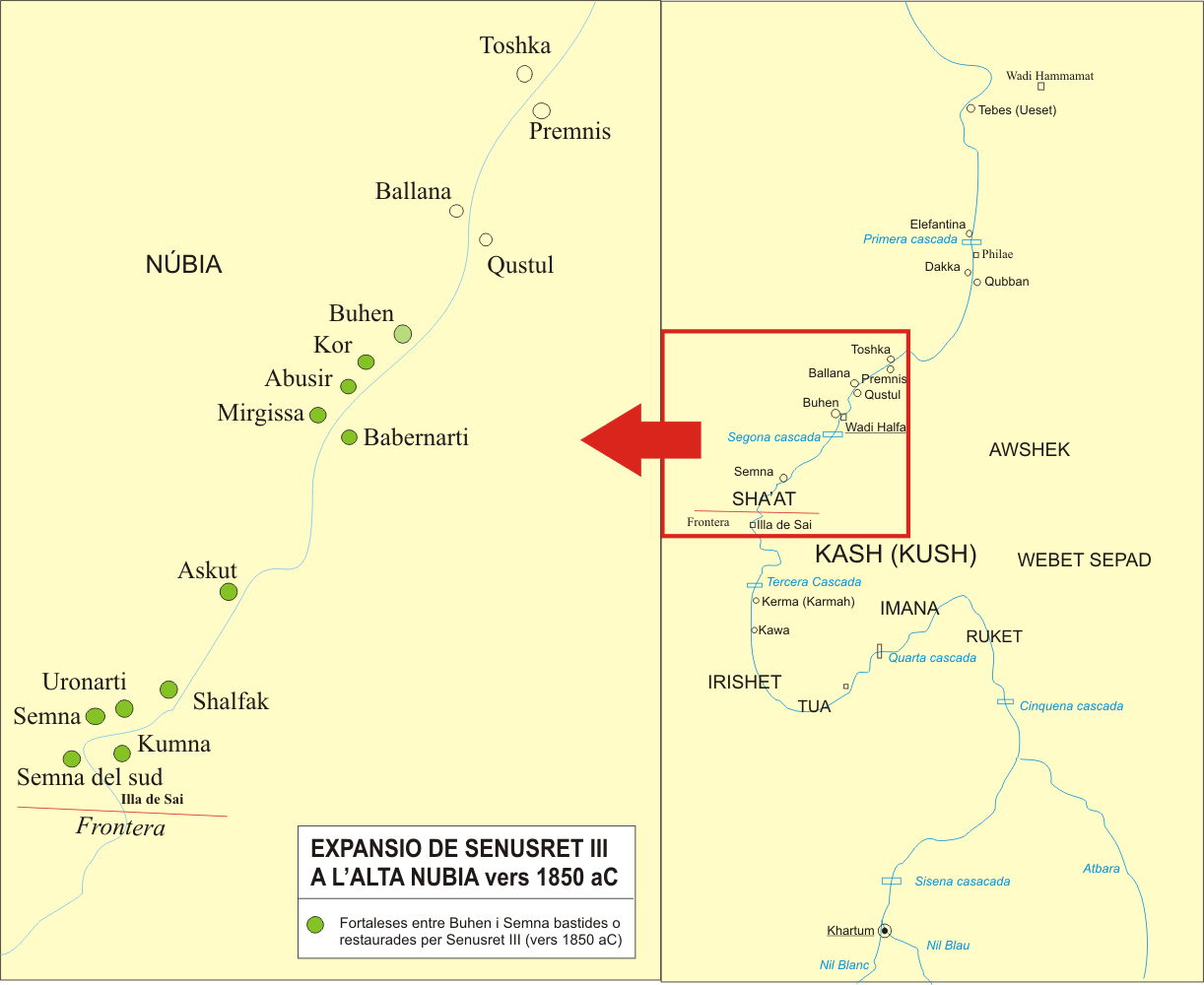
Mapa Núbie a vyznačení expanze Senusreta III.
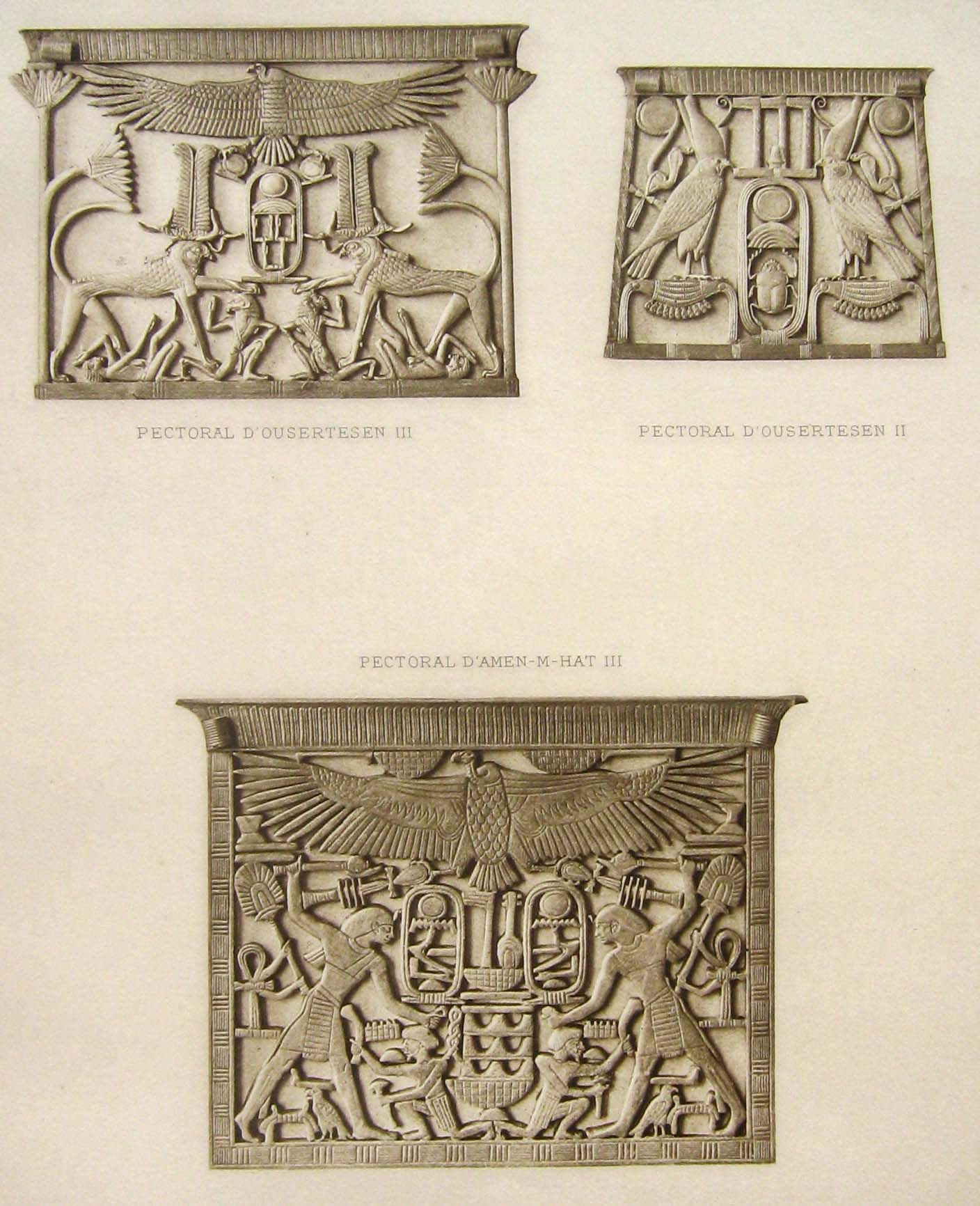
Zlatý pektoral Senusreta III., Senususreta II. a princezny Amenemhat III.; Dachšúr
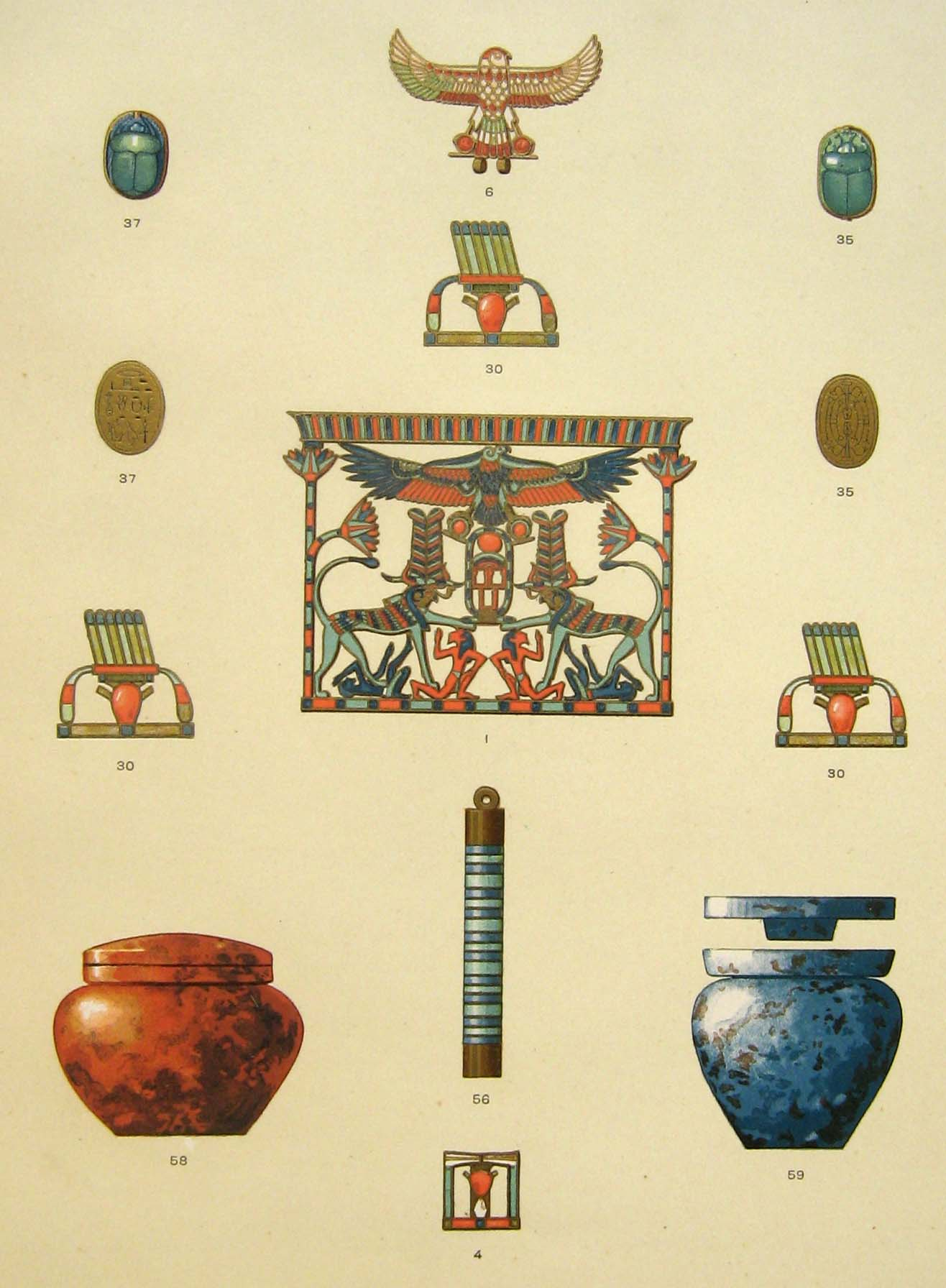
Soubor šperků, kanopy,
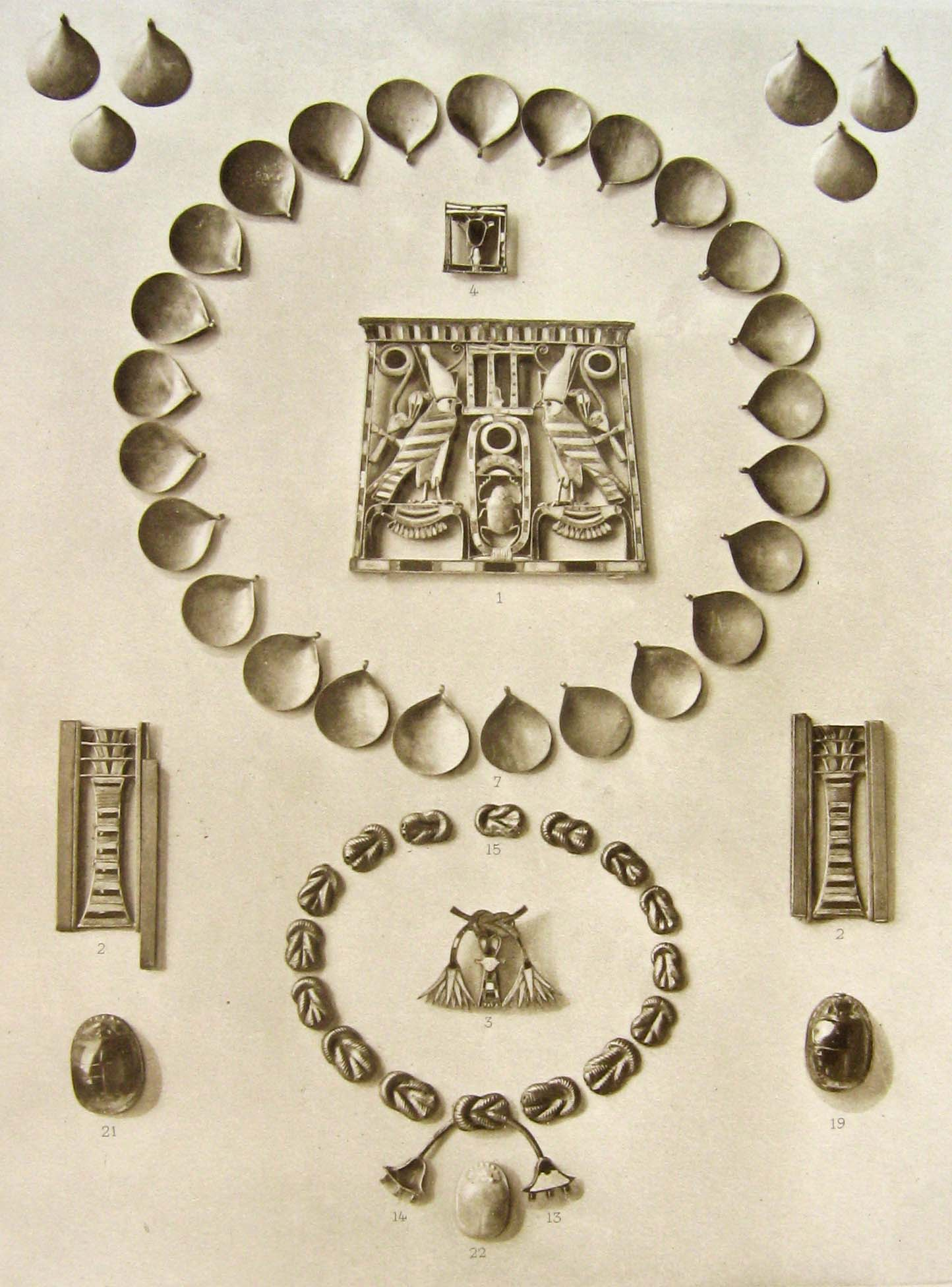
Zlatý náhrdelník, nášnice a přívesky
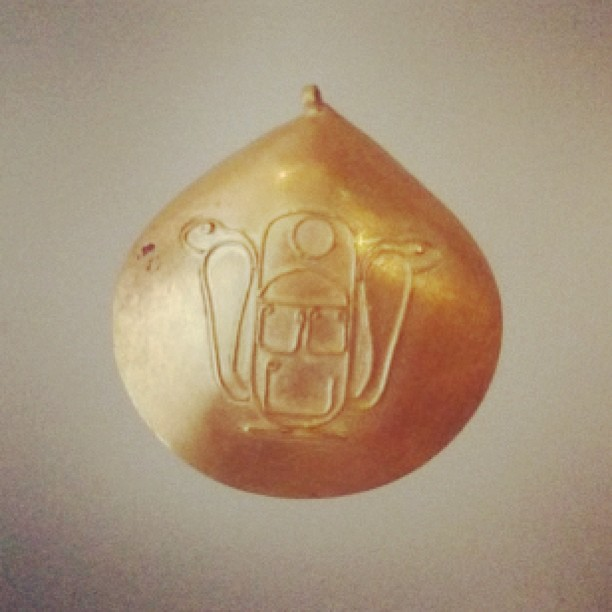
Zlatý přívěsek s kartuší Senusreta III.
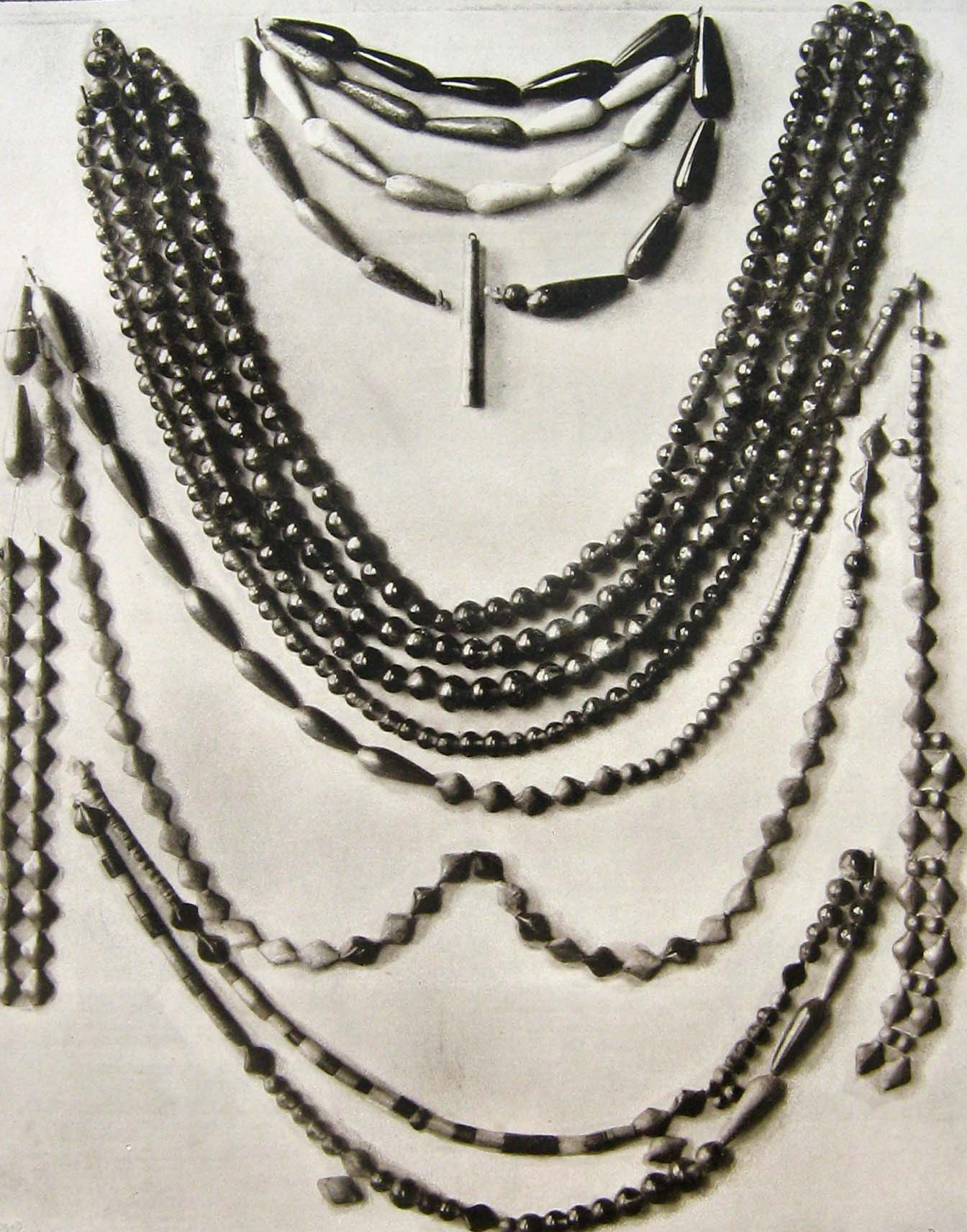
Sada korálových náhrdelníků; Dachšúr